# Two If by Sea
Two If by Sea is een Amerikaanse romantische komedie uit 1996 geregisseerd door Bill Bennett.

## Verhaal
De onbeduidende dief Frank O'Brien (Denis Leary) en zijn vriendin Roz (Sandra Bullock) willen een beter leven leiden en doen een laatste diefstal: een waardevol schilderij van Matisse. Frank neemt Roz mee naar een eiland voor de kust van New England, waar hij het schilderij wil verkopen. Maar niet alles gaat zoals gepland.

## Rolverdeling
| Acteur            | Personage               |
| ----------------- | ----------------------- |
| Denis Leary       | Francis 'Frank' O'Brien |
| Sandra Bullock    | Roz                     |
| Stephen Dillane   | Evan Marsh              |
| Yaphet Kotto      | FBI Agent O'Malley      |
| Mike Starr        | Fitzie                  |
| Jonathan Tucker   | Todd                    |
| Wayne Robson      | Beano Callahan          |
| Michael Badalucco | Quinn                   |
| Lenny Clarke      | Kelly                   |
| Jonny Fido        | FBI Agent Burke         |

## Trivia
- Acteurs Leary en Bullock speelden eerder samen in Demolition Man.